# Макондо (литературное направление)
Макондо (исп. McOndo, Мак-Ондо) — испаноамериканское литературное течение, появившееся в 1990-е как ответная реакция на влияние литературной школы магического реализма, властвовавшей над литературой Латинской Америки с 1960-х. Названо в честь вымышленного города, основного места действия романа «Сто лет одиночества» Габриэля Гарсиа Маркеса. Написание соответствует шотландско-гэльской фамилии, однако фамилий с «O» после приставки «M(a)c-» не существует.
Макондо отличается реалистическим взглядом на жизнь, который не преувеличивает и не выделяет в литературной традиции ожидаемые от неё экзотичность и латиноамериканский колорит. Литература Макондо предпочитает городскую атмосферу со ссылками на поп-культуру и повседневную жизнь Латинской Америки конца XX века. Фон Макондо аполитичный и индивидуальный, он отодвигает умышленные поиски латиноамериканских стереотипов на задний план.
Авторы, принадлежащие данному движению, относятся к поколению 1959 (год кубинской революции) и 1962 (год проведения кубка по футболу в Чили, что способствовало наплыву иностранной прессы в стране); кроме того, многие из представителей направления долгие годы жили за границей, у них космополитическое образование. Хотя Макондо обычно считают явлением чисто латиноамериканским, группа также включает несколько испанских писателей.

## Представители
| - Фугет, Альберто - Кайседо, Андрес - Edmundo Paz Soldán - Франко, Хорхе - Браски, Джаннина - Гутьеррес, Педро Хуан - Mario Mendoza - Leonardo Valencia - Фресан, Родриго | - Martín Rejtman - Jaime Bayly - Juan Forn - Гамбоа, Сантьяго - Rodrigo Soto - Ray Loriga - José Ángel Mañas - Jordi Soler (escritor) - Gustavo Escanlar - Касарьега Кордоба, Мартин |